# Pelham (Nova York)
Pelham és una població dels Estats Units a l'estat de Nova York. Segons el cens del 2000 tenia 6.400 habitants.

## Demografia
Segons el cens del 2000, Pelham tenia 6.400 habitants, 2.287 habitatges, i 1.687 famílies. La densitat de població era de 3.013,5 habitants per km².
Per edats la població es repartia de la següent manera: un 27,7% tenia menys de 18 anys, un 6% entre 18 i 24, un 30,7% entre 25 i 44, un 23,5% de 45 a 60 i un 12% 65 anys o més.
L'edat mediana era de 37 anys. Per cada 100 dones de 18 o més anys hi havia 87 homes.
La renda mediana per habitatge era de 82.430 $ i la renda mediana per família de 95.929 $. Els homes tenien una renda mediana de 67.339 $ mentre que les dones 41.364 $. La renda per capita de la població era de 43.397 $. Entorn de l'1,3% de les famílies i el 3,3% de la població estaven per davall del llindar de pobresa.